# René-Guy Cadou

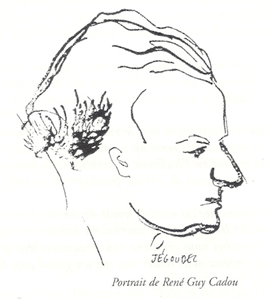
Porträt durch Jean Jégoudez

René-Guy Cadou (* 15. Februar 1920 in Sainte-Reine-de-Bretagne; † 20. März 1951 in Louisfert) war ein französischer Dichter.

## Leben
René Guy Cadou wuchs als Kind von Volksschullehrern auf dem Land auf, wechselte im Alter von 7 Jahren mit seinen Eltern nach Saint-Nazaire, mit 10 Jahren nach Nantes, und verlor mit 12 Jahren seine Mutter. Über Briefkontakt mit Pierre Reverdy, dann mit Max Jacob, kam er ab 1937 zum Schreiben von Poesie. Er wurde Volksschullehrer in Clisson und Louisfert und gehörte zur Dichtergruppe École de Rochefort (in Rochefort-sur-Loire) um Luc Bérimont, Jean Bouhier, Jean Jégoudez und Marcel Béalu. Von 1941 bis 1951 veröffentlichte er Dichtung, die seit 1975 in der Forschung erhebliche Beachtung fand. Großes Verdienst daran hatte seine Witwe, die Dichterin Hélène Cadou (1922–2014), die sich nach seinem frühen Krebstod für das Bekanntwerden seiner Schriften einsetzte. Michel-P. Schmitt nannte seine Dichtung „überromantisch“.

## Werke

### Poesie
- Poésie la vie entière. Oeuvres poétiques complètes. Seghers, Paris 1961, 1973, 1977, 1991, 2001. (Vorwort von Michel Manoll)

### Prosa
- Guillaume Apollinaire ou l’artilleur de Metz. S. Chiffoleau, Nantes 1948.
- La maison d’été. Roman. 1955, 1990, 1994, 2005. (Vorwort von Michel Manoll. Nachwort von Alain Germain)
- Monts et merveilles. Nouvelles fraîches. Éditions du Rocher, Monaco 1997. (Vorwort von Philippe Delerm)